# Becksteiner Winzer

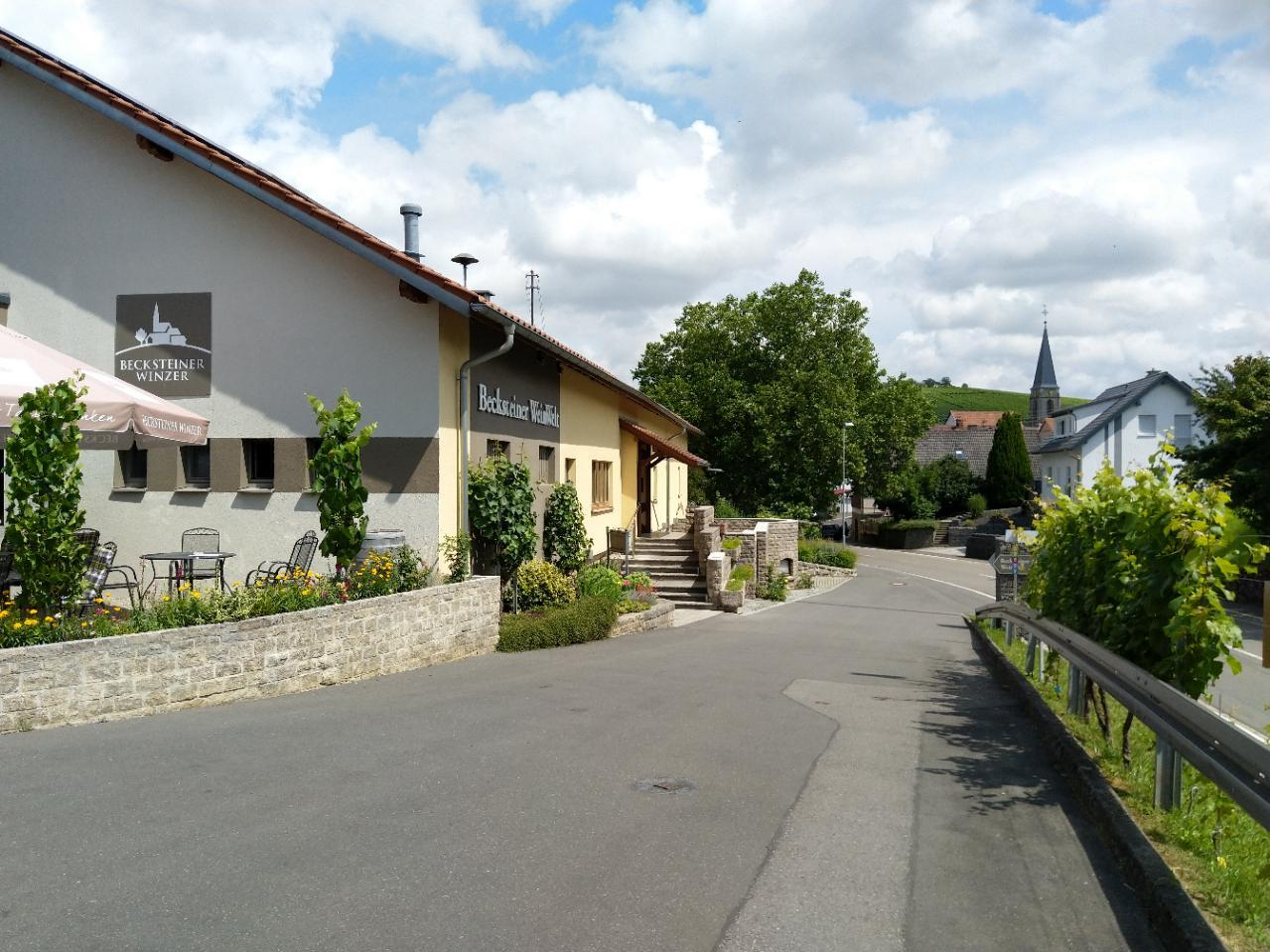
Weinvertrieb der Becksteiner Winzer in Beckstein

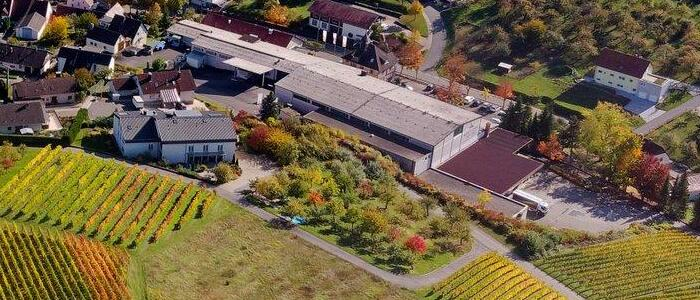
Luftansicht der Gebäude der Becksteiner Winzer

Die Becksteiner Winzer eG, mit Sitz in Beckstein in Baden-Württemberg, ist die drittälteste Winzergenossenschaft im Weinbaugebiet Baden mit einer Ertragsrebfläche von ca. 300 ha. Ihr angeschlossen sind 450 Winzer als Mitglieder aus den Gemeinden Tauberbischofsheim, Werbach, Impfingen, Distelhausen, Gerlachsheim, Marbach, Unterbalbach, Oberbalbach, Königshofen, Dainbach, Sachsenflur, Krautheim, Unterschüpf, Oberschüpf, Lauda, Oberlauda, Dittwar, Gissigheim, Königheim, Dittigheim und Beckstein.

## Geschichte
Gegründet wurde die Becksteiner Winzergenossenschaft am 31. August 1894 als „Winzerverein Beckstein“. 1904/1905 wurde der St. Kilian Keller erbaut und 1956 um einen Flaschenkeller erweitert. 1965/1966 erfolgt der Bau der Becksteiner Winzerstuben. In den 1970er Jahren wurden das Verwaltungsgebäude erweitert und ein Winzersaal und eine Traubenannahme erbaut. Zuletzt erfolgt 2011 die Verschmelzung mit der Weinbaugenossenschaft.

## Anbau

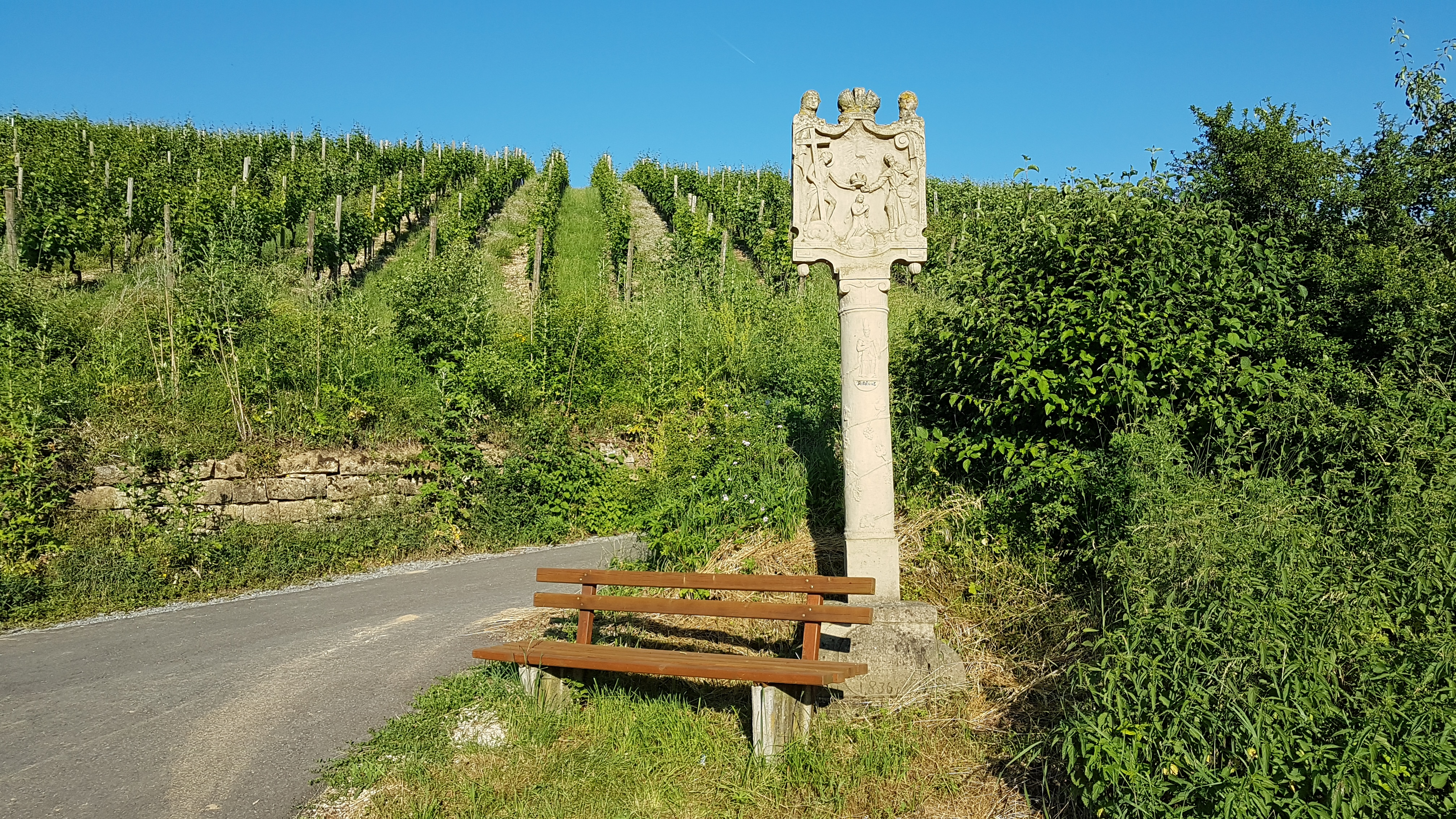
Bildstock „Emmelesbild“ in der Einzellage Becksteiner Kirchberg, Großlage Becksteiner Tauberklinge.

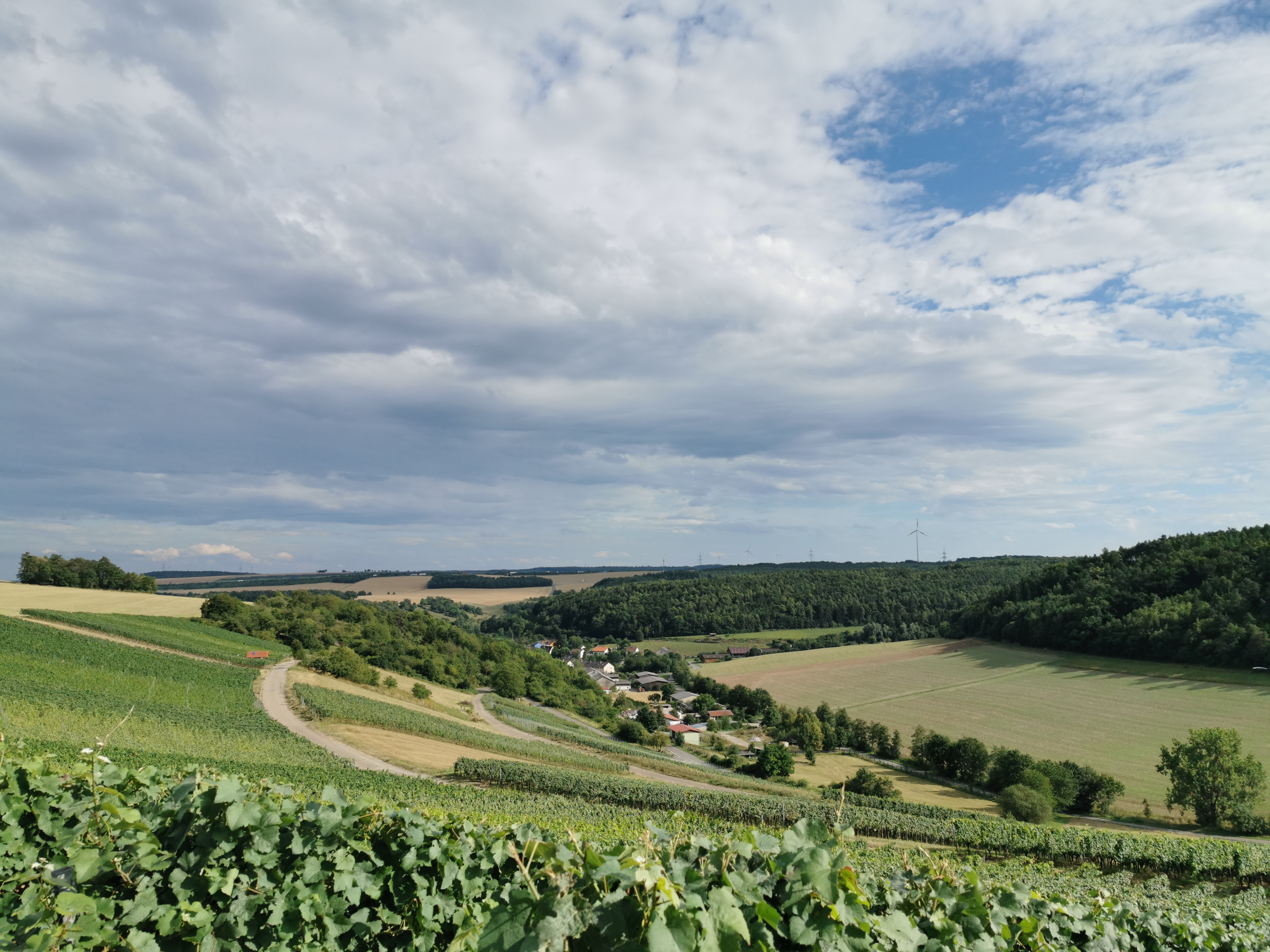
Blick über die Weinlage Dittwarer Ölkuchen auf den Ort Dittwar

Der Anbau der Weine erfolgt in den Seitentälern des Taubertals auf Süd- und Südwesthängen sowie im Jagsttal. Dazu zählen insbesondere folgende Einzellagen (alphabetisch sortiert nach Orten):
- Becksteiner Kirchberg
- Dainbacher Alte Burg
- Distelhäuser Kreuzberg
- Dittigheimer Steinschmetzer
- Dittwarer Ölkuchen
- Gerlachsheimer Herrenberg
- Gissigheimer Gützenberg
- Impfinger Silberquell
- Klepsauer Heiligenberg
- Königheimer Kirchberg
- Königshofer Turmberg
- Lauda Altenberg
- Marbacher Frankenberg
- Oberlauda Steinklinge
- Sachsenflurer Kailberg
- Tauberbischofsheimer Edelberg
- Unterbalbacher Vogelsberg
- Unterschüpfer Mühlberg
- Werbacher Hirschberg

## Rebsorten
Zurzeit (2020) werden folgende Weißweinsorten von den Winzern der Genossenschaft angebaut:
- Grauer Burgunder
- Weißer Burgunder
- Müller-Thurgau
- Silvaner
- Chardonnay
- Riesling
- Kerner
- Bacchus
- Solaris
- Gewürztraminer

Daneben finden sich folgende Rotweinsorten im Anbaugebiet:
- Schwarzriesling
- Spätburgunder
- Tauberschwarz
- Zweigelt
- Regent

## Auszeichnungen und Prämierungen
- Bester trockener Weißwein beim Leistungstest Deutscher Genossenschaften
- Ehrenpreis der badischen Gebietsweinprämierung 2011
- Goldmedaille bei der internationalen Berliner Weintrophy 2011
- Erwähnung im Gault Millau WeinGuide (seit 1997)
- Beste Winzergenossenschaft Deutschlands 2014 „Berliner Weintrophy“